# Ma vérité
Ma vérité è un album del cantante francese Johnny Hallyday, pubblicato il 6 novembre 2005.

## Descrizione
L'album, pubblicato dalla Mercury/Universal su LP, musicassetta e CD, è prodotto da Pierre Jaconelli e Passi.
Dal disco vengono tratti i singoli Ma religion dans son regard, Mon plus beau Noël, Le temps passe e La Paix.

## Tracce
1. S'il n'est pas trop tard
2. Ma religion dans son regard
3. La Paix
4. Le temps passe (con i Ministère A.M.E.R.)
5. Si tu pars
6. Clémence
7. Ce qui ne tue pas nous rend plus fort
8. Mon plus beau Noël
9. Te savoir près de moi
10. Ma vérité
11. Elle s'en moque
12. Affronte-moi
13. Apprendre à aimer